# Conservadurismo en el Perú

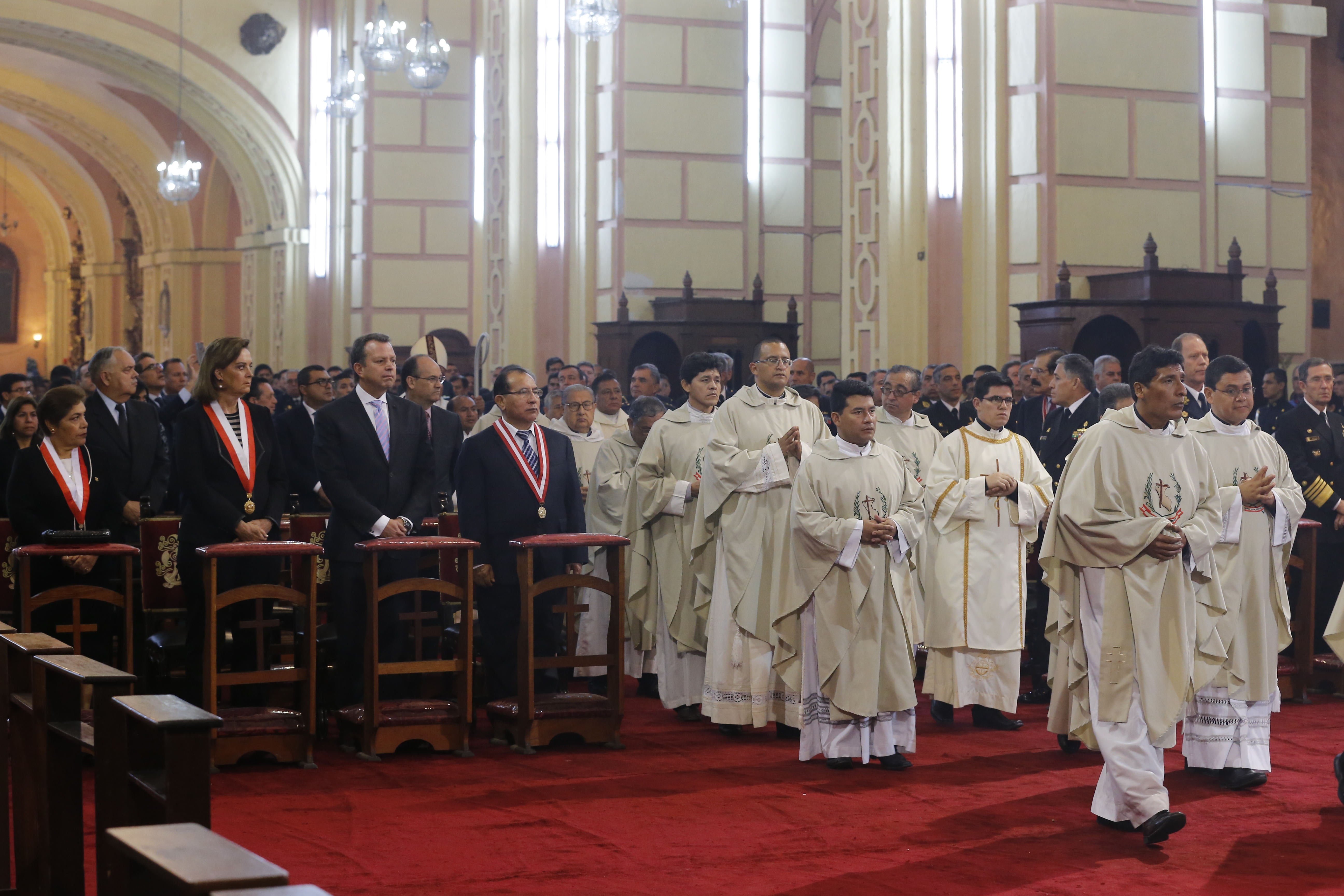
Representantes de sectores políticos (izquierda), eclesiásticos (centro) y militares (derecha, al fondo) en 2015. Si bien los religiosos tuvieron un papel significativo en los círculos conservadores, también lo hicieron las fuerzas del orden. Como señala el Tribunal Constitucional, cabe destacar los esfuerzos de la policía por establecer una presentación adecuada a fin de contribuir a su imagen positiva.

El conservadurismo en el Perú comprende al sistema político de creencias conservadoras en territorio peruano, caracterizado por el apoyo a los valores cristianos, la estabilidad social y el orden social. El conservadurismo peruano se concibió en los años 1840 y abarcó una amplia gama de teorías. Estas teorías e ideologías se desarrollaron a lo largo de 200 años de república, que destacan a: La adopción término «conservadores» (originalmente «partidarios de la fuerza y el orden»), en la década de 1860, para referirse a la fuerza política contra los adversarios liberales; la Coalición Conservadora de la década de 1930 y el neoliberalismo de Alberto Fujimori, este último de carácter neopopulista apoyado por evangélicos.
La nación peruana es considerada una de las naciones más conservadoras en América Latina, especialmente con su conservadurismo social, impulsado por su teología y las estrategias sociales. Desde el siglo XIX, la influencia de la Iglesia católica se mantuvo vigente, a pesar de que se contaron reformas laicistas para contrarrestar tal influencia. Esta institución prevaleció como actor importante en la doctrina moral del país durante varios años. Luego de establecer la separación Iglesia-Estado, las ideas prevalecieron con el tiempo en asociaciones civiles, hacia el siglo XXI; además que el Estado estableció definitivamente un concordato a una Iglesia independiente, junto a derechos como la exoneración de impuestos en actividades sociales, renumeración a profesores de educación religiosa y el servicio de vicariato castrense. No obstante, este sistema social fue desligándose en sectores religiosos, cuyas organizaciones mostraron apoyo al espectro izquierdo y estuvieron alejados de esa concepción ideológica; este sector es minoritario en comparación con la fuerte influencia de la derecha en los evangélicos del país.
Autores como Pike (1967) y Rottenbacher de Rojas (2012 y 2013) han señalado que el conservadurismo social suele estar asociado con creencias autoritarias. Estas creencias son consecuencia de la influencia de las fuerzas armadas en el control político, cuando estas se enfrentaban a movimientos contestatarios contra la oligarquía limeña, como ocurrió con el Partido Comunista Peruano. Si bien las creencias autoritarias se basan en la lucha contra la delincuencia, también se justifican por razones de índole política. En este sentido, se busca imponer los principios de una cultura occidental, lo cual se manifiesta en estrategias como el uso del terruqueo, una variante de la falacia reductio ad Stalinum, y la negación del término «conflicto armado interno» para referirse a la época del terrorismo.
Por el lado económico, y en parte por los aportes de la Iglesia, que influyó en la formación de la oligarquía limeña, el conservadurismo mostró apoyo a una economía flexible (neoliberalismo criollo), es por lo cual el historiador Antonio Zapata describe al Perú como «un país de derechas»; con excepciones de gobiernos de izquierda en historia contemporánea como Juan Velasco Alvarado (1968–1975) y Pedro Castillo en 2021. El primer mandato fue autor de una reforma agraria, la reforma educativa (que fue rechazada por algunos sectores) y la nacionalización de sectores estratégicos populares como respuesta ligeramente progresista al dominio centralista del sector privado; mientras el segundo permaneció conservador en el aspecto social con discrepancias con otros sectores de la izquierda peruana.
En contraste con naciones vecinas como Colombia o Chile, Perú históricamente ha carecido de una postura política definida. Sin embargo, analistas como Martín Tanaka observan que la capital del país ha albergado notablemente el conservadurismo como su sistema de creencias. De 1978 a 2011, la Oficina Nacional de Procesos Electorales documentó que los votantes de las regiones costeras y selváticas (exceptuando el sur) tendían a respaldar a candidatos conservadores. Esta inclinación se consolidó en 2020, cuando el movimiento fujimorista obtuvo un sólido apoyo entre los votantes del norte del país.

## Historia del conservadurismo entre los siglosXIXyXX

### Primeros años de la república

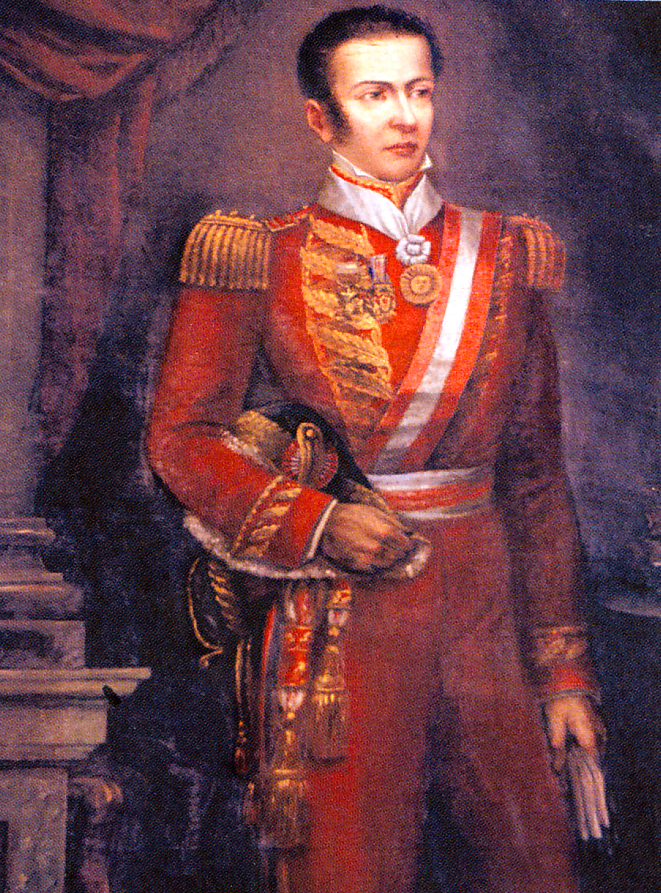
El primer grupo conservador de carácter popular provino de los denominados «rivagüerinos», en alusión a José de la Riva Agüero. Entre los «rivagüerinos» más destacados estuvieron Mariano Tramarria, Ignacio Ninavilca, Tomás Dieguez y José Braulio de Camporedondo.

La debilidad de los partidos políticos peruanos se visibilizó a lo largo de la historia de la República, con líderes en competencia que luchaban por el poder tras el colapso del Virreinato del Perú del Imperio español. Esto explica la ausencia de un partido dominador hasta superado el periodo de la República Aristocrática y, aun así, no contar con un desarrollo a largo plazo; lo que se buscó cubrir el vacío institucional con caudillos. Un detalle relevante es la ausencia de un único partido político basado en el clivaje religioso, a diferencia de otros países como Colombia y Uruguay.
Durante el virreinato, la ciudad de Lima se convirtió en uno de los principales centros religiosos de Sudamérica, donde se propagó el evangelio y se estableció una fuerte presencia misional. Sin embargo, para el siglo XVIII, las ideas de la Ilustración empezaron a llegar al Perú, aunque tomaría un cariz más ecléctico y piadoso a diferencia del irreligiosismo francés. En los años de emancipación, nuevos diarios que notaron la crisis estructural del Virreinato, como la Gaceta de Lima, fueron los difusores de ideas liberales. Cabe destacar que, a pesar de la promoción de un pensamiento reaccionario y antiliberal desde España, los grupos realistas en Lima no se manifestaron públicamente en contra de las ideas liberales que ganaban terreno (salvo algunas excepciones como la de Ignacio Alonso de Velasco, editor de El Clamor de la Verdad). El historiador jesuita Jeffrey Klaiber sugería que algunos miembros de la Iglesia católica, tanto clérigos como laicos, estaban abiertos a las ideas liberales hasta que las reformas del gobierno empezaron a hacerlos girar hacia posturas conservadoras.
En este contexto, los realistas peruanos aceptaron las disposiciones liberales de la Corte de Cádiz, lo que marcaría un punto de inflexión en el proceso independentista. A pesar de ello, en España, el clérigo trujillano Blas Ostolaza defendería y difundiría el tradicionalismo hispano mostrándose en oposición a los liberales como diputado en las Cortes de Cádiz. Finalmente, las ideas independentistas no prosperaron del todo, ya que en su lugar se estableció el centralismo en el país y la prevalencia de teorías favorables para preservar la influencia religiosa en el Estado ante el secularismo.
Tras los acontecimientos de emancipación, José de San Martín propuso una alternativa a las ideas republicanas: el establecimiento de una monarquía constitucional. El más grande defensor del monarquismo fue José Ignacio Moreno, quien destacó, además, por acoger las críticas al liberalismo de los contrarrevolucionarios franceses y adaptarlas a la realidad hispanoamericana. Si bien el proyecto monárquico no se concretó (a pesar de plantearse la llamada «monarquía sin corona», por parte de José María Pando), el concepto de Ramón de Salas y Cortés sobre la existencia de un poder neutro del Estado, retomado por Bartolomé Herrera, el mayor representante del conservadurismo peruano, fue relevante para el proceso de conciliación entre el legado monárquico y la nueva república. Este concepto contó con el apoyo del Convictorio de San Carlos, centro doctrinario que respaldó la ideología conservadora, desde la ortodoxia católica, tras la reforma educativa de Herrera a dicha institución en la década de 1840.
Los «rivagüerinos», el primer grupo representativo de las corrientes conservadoras que contaría con apoyo popular, surgieron con el mandato José de la Riva Agüero, sucesor presidencial de San Martín tras el Motín de Balconcillos. Este grupo y sus afines estaban en contra de aquellos que enarbolaban un gobierno de tendencia liberal y secular, cuya fuerza se redujo en el gobierno de José Rufino Echenique (previo a la revolución de 1854).
Más allá de lo patriótico y religioso, Perú consolidó sus pilares políticos de Agustín Gamarra, emblema del caudillismo autoritario, y que Herrera le rindió homenaje en uno de sus discursos. Su Carta Magna de 1839 fue considerada como «la máxima expresión de la voluntad conservadora de imponer un orden en el país», en palabras de Alicia del Águila Peralta; además, según la historiadora Natalia Sobrevilla en The Caudillo of The Andes, se tomó como referencia a la Constitución Política de la República de Chile de 1833. Con Manuel Ignacio de Vivanco, su ideario (con tintes regeneracionstas) contribuyó en la preservación autoritaria de las costumbres sociales y morales.
Otro factor importante en los inicios republicanos fue el surgimiento de aristócratas. Luego de la independencia del Perú, cuando se permitió que empresarios con grandes terrenos y comerciantes ricos cooperaran entre ellos para luchar contra el Imperio español, los aristócratas obtuvieron un mayor poder y lideraron una oligarquía encabezada por los caudillos que defendían las haciendas feudales existentes.  Durante la época de la guerra contra España, la extracción de guano en Perú condujo al surgimiento de una aristocracia aún más rica que estableció una plutocracia. Se creó entonces una oligarquía adinerada que utilizaba partidos políticos basados en candidatos para controlar los intereses económicos; una práctica que continúa en la actualidad.
Mientras tanto, el sistema educativo en Perú fue susceptible a gobiernos autoritarios de tendencia antiprogresista para segregar en contra de los indígenas peruanos —tomando en cuenta que la mayoría de las 15 reformas formuladas desde el gobierno de Ramón Castilla (salvo las reformas excepcionales de José Pardo y Barreda y Manuel Prado Ugarteche), no se entabló una docencia inclusiva—, en que se inculcó bajo la creencia de una sociedad jerárquica y capacitó a los grupos indígenas para vivir sus vidas como si fueran campesinos o soldados. La lucha contra las ideologías del indigenismo de la mayoría y la élite con valores eurófilos surgiría a fines del siglo XIX y en el siglo XX.

#### Primeros grupos conservadores

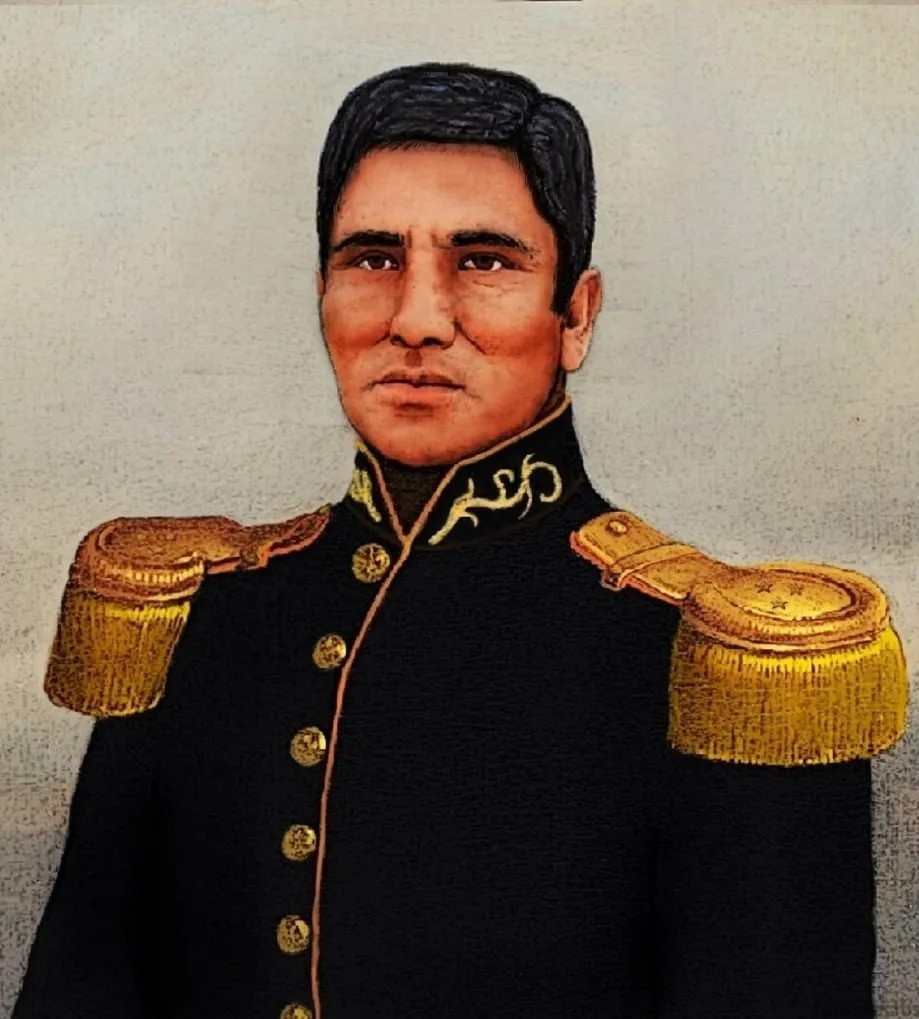
Antonio Huachaca, líder de una rebelión contra la naciente república para restaurar el orden virreinal. Su movimiento ha sido comparado con los vandeanos y los chuanes, quienes se opusieron a la Revolución francesa.

A pesar del fracaso del proyecto monárquico, el primer grupo conservador en el Perú que alcanzó carácter popular fueron los autodenominados «antiguos patriotas» o «rivagüerinos». Este proyecto fue impulsado por José de la Riva Agüero, el primer presidente de la república, agrupando tanto a la antigua aristocracia peruana como a las clases populares, entre ellos morenos libertos y montoneros, bajo el lema «Unión y Religión». Sin embargo, la iniciativa rivagüerina entraría en conflicto con Simón Bolívar, quien eliminaría a las fuerzas de Riva Agüero debido a su oposición a su llegada al Perú. A la par, estalló la revuelta de Antonio Huachaca en Ayacucho, que buscaba retornar al orden tradicional contra quienes consideraba «usurpadores de la religión, de la Corona y del suelo patrio» considerando a los liberales como herejes.
En 1827, tras la caída del régimen de Bolívar y la derogación de la Constitución Vitalicia, se formaron tres fuerzas políticas rudimentarias: los «colorados» (de tendencia liberal y representados por Francisco Xavier de Luna Pizarro), los «vitalicios» o «persas» (conservadores devenidos de los partidarios de Bolívar y representados por Pando quienes fueron denominados de esa manera en asociación del «Manifiesto de los Persas») y los reagrupados «rivagüerinos» (quienes impulsaron el regreso de Riva Agüero, que se encontraba en el exilio). Debido al vacío en el poder, los «rivagüerinos» y los «persas» apoyaron a Andrés de Santa Cruz como nuevo presidente de la república, sin embargo, el congreso constituyente de dicho año designó al liberal José de la Mar como gobernante del Perú además de instaurar una constitución de la misma tendencia política en 1828. Por otro lado, para 1827, las fuerzas de Huachaca caían derrotadas en su intento de tomar Huanta. Ante esto, pasaron a una fase de guerra de guerrillas denominado como los «castillos de Iquicha».
Tras el derrocamiento de La Mar en 1829, asumiría el poder Agustín Gamarra, de tendencia «persa» y apoyado por Pando. El entendimiento entre «rivagüerinos» y «persas» se dio a partir de 1831, luego de la huida de Antonio Gutiérrez de la Fuente, enemigo de Riva Agüero que fuera acusado de conspiración. Dicho entendimiento permitió el retorno de Riva Agüero a tierras peruanas y su posterior rehabilitación política, además de la presidencia interina del rivagüerista Manuel Tellería en 1832 mientras Gamarra se encontraba enfermo. Sin embargo, la ruptura entre ambas facciones políticas vendría en 1833 con motivo de las elecciones presidenciales de dicho año, lo que llevaría a la expatriación de Tellería y el exilio de Riva Agüero debido a una presunta conspiración contra el gobierno. El nuevo presidente, elegido por la Convención Nacional, fue Luis José Orbegoso y Moncada, de tendencia liberal, en perjuicio de Pedro Pablo Bermúdez, el candidato de Gamarra. Esto desataría una guerra entre Orbegoso y Bermúdez, acabando con Gamarra refugiado en Bolivia mientras Riva Agüero retornaba al Perú dando su apoyo a Orbegoso, lo que llevaría a una «alianza legalista» entre liberales y «rivagüerinos».

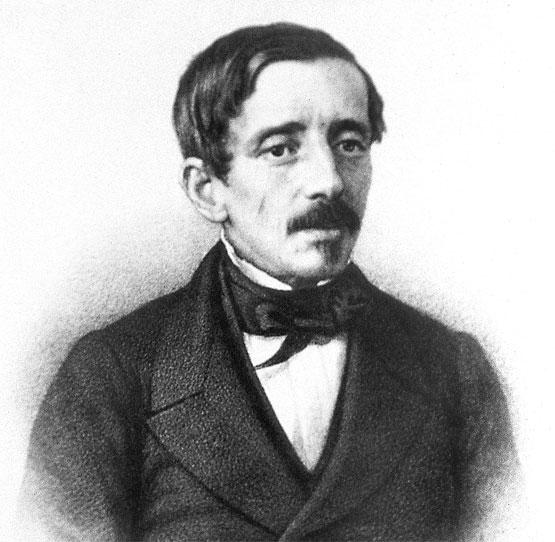
Felipe Pardo y Aliaga, escritor conservador y representante del costumbrismo peruano. Fue parte de la «Tertulia de Pando», un círculo de intelectuales promovido por José María Pando que se reunía para debatir diversas temáticas.

Para 1836, se conformó la Confederación Peruano-Boliviana, impulsada por Orbegoso y Santa Cruz y apoyada por los «rivagüerinos», dicha tendencia también tuvo el apoyo de otros pensadores como José Joaquín de Mora (recibido por Pando tras su expulsión de Chile) y Pando. Mora, de tendencia liberal convertido en conservador, defendió la idea de una confederación mientras que Pando propuso una fusión de ambas repúblicas bajo los símbolos peruanos. A la par, Pando promovió la denominada «Tertulia de Pando», un círculo de intelectuales que se reunían para conversar de diversos temáticas promoviéndose el debate, las dramatizaciones y la lectura de poemas y novelas. Dicha tertulia se reunía en la casa de Pando, llegando a ser parte de ésta personalidades tanto liberales como conservadores destacándose, desde el conservadurismo, Felipe Pardo y Aliaga. A pesar de la «Tertulia de Pando», no se llegó a formar un pensamiento conservador orgánico sino que cada pensador adaptaba las ideas de la cultura política occidental y las adaptaba a la realidad nacional. En los siguientes años se formalizó la memoria patriótica y los valores cívicos, cuando se fundó la Benemérita Sociedad Fundadores de la Independencia. Esta asociación fue erigida en 1857 y se mantuvo adscrita al Ministerio de Defensa.

#### Sentido de religiosidad y providencialismo en la nación
A la par con la vigencia tradicionalista de la época, la Iglesia católica mantuvo el legado ideológico del providencialismo post-virreinato y que permaneció su rol conciliador ante eventuales confrontaciones políticas. Desde la primera constitución peruana (1823) el país reconoció las relaciones Iglesia-Estado, como el patronato nacional, hasta la carta de 1979. Para la década de 1820, el control ideológico del conservadurismo estuvo asentado en Lima y en la zona norte de las regiones costeñas del país. Mientras que en los años 1860 se impuso el ultramontanismo en la iglesia.
Con la formación de la Sociedad Conservadora, fundada en 1849, se marcó la meta de evitar el crecimiento de una eventual anarquía. Esta oligarquía contaba con el apoyo de la Iglesia católica, que ignoraba las desigualdades en Perú y ayudaba a los gobiernos a apaciguar a la mayoría empobrecida; e incluso buscaba posicionarse en la sociedad, cuando en 1913 se impidió la libertad de culto, debido a la presencia de nuevos movimientos religiosos. Mientras tanto, la Unión Católica (originalmente Sociedad Católica bajo liderazgo de Rufino Echenique) fue el primer hito en impulsar la denominada «causa católica» en los años 1860 y que estableció los primeros movimientos religiosos conservadores, y que en los años 1920 se convirtió en el unificado Partido Católico Conservador. El Partido Católico se formó en Arequipa y tenía como objetivo mantener una sociedad justa estructurada basada en los preceptos cristianos.

#### Bartolomé Herrera y su aporte religioso en el Perú republicano

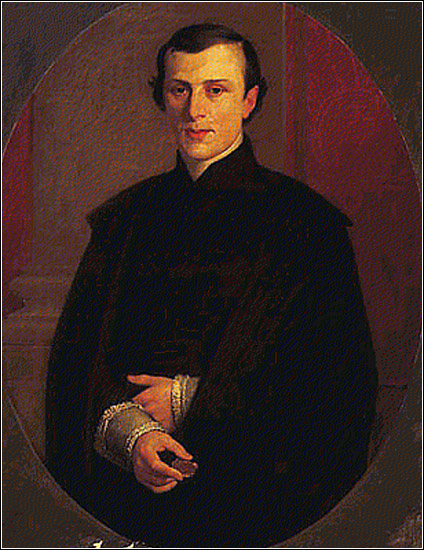
Bartolomé Herrera, uno de los pensadores conservadores más influyentes del Perú.

Bartolomé Herrera es una de las figuras del pensamiento conservador, que es considerado como el más influyente del Perú del siglo XIX, cuando tomó lugar después del fallecimiento de Agustín Gamarra y su entonces restauración peruana. Basado en el concepto de la «ilustración contrarrevolucionaria» de José Ignacio Moreno, quien realizó una respuesta ultramontana a una especie de batalla cultural de la época, Herrera fue reaccionario. Sin embargo, en contraste con José de San Martín, no abogó por el retorno monárquico, sino por la instauración de un nuevo orden institucional dentro de la novel república.
El pensador se opuso en que la democracia y el liberalismo apoyen fuertemente el elitismo y el autoritarismo bajo creencia de que la Iglesia católica debería tener el control por una teocracia de la ley divina, argumentando que la independencia de Perú de España había revertido esto, afirmando que «el principio de obediencia había perecido en la lucha por la emancipación». Él creyó que después de la renuncia del control del Imperio en el Perú, la nueva estructura de soberanía popular condujo a la anarquía en la nación y que los ciudadanos solo obedecían las leyes cuando era beneficioso. Se opuso también a la teoría del contrato social, cuando Herrera afirmó que la idea era «el germen de la revolución, los crímenes y la esclavitud inevitable». El pensamiento de Herrera evolucionaría hasta creer que era un representante directo de Dios, afirmándose en la frase «Obedeced a las autoridades constituidas. Tiemblen los que no me obedezcan». La prensa peruana de la época calificó las ideas de Herrera como partidarias del despotismo y que pertenecían a la etapa oscura de la Edad Media.
En respuesta a las críticas de la prensa sobre su pensamiento, Herrera sustentó que:

[E]l pueblo, es decir, la suma total de individuos de toda edad y condición, no tiene la capacidad ni el derecho de hacer leyes. Las leyes son principios eternos fundados en la naturaleza de las cosas, principios que no pueden percibirse con claridad sino por los entendimientos habituados a vencer las dificultades del trabajo mental y ejercitados en la indagación científica. ¿La mayoría de un pueblo se halla en estado de emprender la difícil tarea indispensable para descubrir esos principios? No: no tiene tal capacidad. Y quien no tiene la capacidad de hacer algo, no se puede decir, sin caer en un absurdo, que tiene derecho de hacerlo. El derecho de dictar las leyes pertenece a los más inteligentes, a la aristocracia del saber, creada por la naturaleza...

Así, Herrera creía que los humanos ni siquiera podían interpretar la ley natural, y mucho menos hacer leyes por sí mismos. También apoyaría al caudillo Ramón Castilla, quien gobernó Perú durante el siglo XIX, creyendo que su autoridad ayudó a estabilizar Perú. Herrera abandonó temporalmente a la vida pública en 1853 después de que el Congreso del Perú bloqueara un proyecto de concordato que redactó para el Papa Pío IX, plan que fue finalmente permitido en el Congreso Extraordinario de 1858, que posteriormente sería la Bula Praeclara Inter Beneficia.
Herrera reapareció en 1860, luego de aquella guerra civil entre liberales y conservadores, para convertirse en miembro y presidente del Congreso. En ese mandato se encargó de la elaboración de un borrador de la futura Constitución del Perú promulgada en ese año. Este borrador sustentaba una agenda antidemocrática y elitista al establecer a como excluidos ciudadanos a un gran porcentaje de peruanos, con la elección indirecta del presidente de la república y la designación de una cámara de diputados que representaba al poder legislativo. Además, se formuló a un grupo de treinta y cuatro miembros del senado que, supervisado por el empresariado, ejercía el poder judicial. Después de que su propuesta fuera rechazada, el pensador renunció enojado a su cargo y se alejó definitivamente de la vida pública.

### Generación de 1900

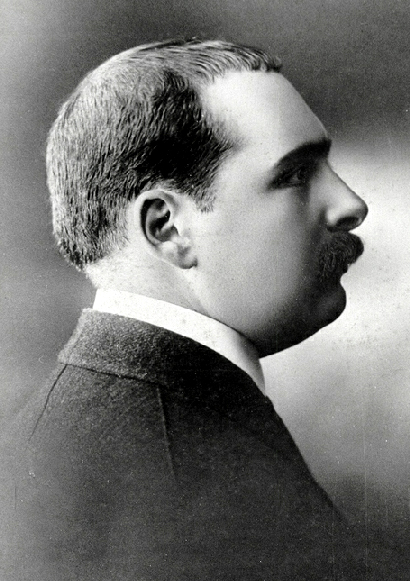
El historiador y político peruano, José de la Riva-Agüero y Osma, fue fundador de la Acción Patriótica, nieto del presidente José de la Riva-Agüero y defensor de las ideas conservadoras. El historiador propuso que el comportamiento político tendente a la conservación de un presunto orden no sólo es el único racional, sino además el único excusable en la esfera moral.

La Generación de 1900 correspondió a un nuevo grupo influyente de escritores, historiadores y filósofos que crearon el nacionalismo peruano moderno, con el grupo originado en los círculos intelectuales peruanos durante los años posteriores a la Guerra del Pacífico, la Guerra Civil de 1884 y la Reconstrucción Nacional, cerca del comienzo del siglo XX. Estos intelectuales se inspiraron fuertemente en los movimientos nacionalistas franceses y españoles que surgieron después de la derrota de sus países en Sedán y en Cavite, respectivamente.
Los escritos de Manuel González Prada, una figura criada bajo educación religiosa, inspiraron en gran medida la reforma nacionalista en Perú tras la Guerra del Pacífico. Sin embargo, cansado de percibir la influencia de la Iglesia en los valores morales del Estado, Prada abrazaría el anarquismo en lugar del liberalismo, por considerar que este último impedía la reforma necesaria para Perú. El escritor peruano descartó el discurso conservador criollo sobre una nación «mestiza-criolla» y, basándose en los aportes de Juan Bustamante, marcó al indigenismo como principal representación del país. Los intelectuales en Perú buscarían crear su propio movimiento nacionalista, aunque inicialmente tuvieron complicaciones en marcar su dirección, ya que las bases de la sociedad peruana se apoyaban en un sistema religioso autoritario que aceptaba la ley natural, que se había impuesto desde la época virreinal española, resultando con intelectuales evitando el secularismo por completo. Luego, el grupo se volvió limitado, obsesionado con el pasado, mientras que otras naciones se enfocaron en preocupaciones más progresistas.
Los miembros de la Generación de 1900 estuvieron influenciados principalmente por el aristocrático Partido Civil, liderado principalmente por abogados vinculados a intereses comerciales de Inglaterra y Estados Unidos. El grupo tenía poco contacto fuera de la élite, no hacía ninguna conexión con los pueblos indígenas de Perú y veía a Estados Unidos como un ejemplo para Perú; el grupo creía que el capitalismo y una economía de libre mercado eran necesarios en Perú. Las tres figuras principales de la Generación de 1900 fueron Francisco García Calderón Rey, José de la Riva-Agüero y Osma (nieto de José de la Riva-Agüero), y Víctor Andrés Belaúnde.
El movimiento fue liderado principalmente por Riva-Agüero, perteneciente a la aristocracia y discípulo del filósofo Alejandro Deustua, además descrito como «el magistrado de la cultura peruana» por el historiador Raúl Porras Barrenechea. En un principio, formó parte del Partido Futurista, que más tarde el investigador Alberto Adriazén conceptuó de «reaccionarios». El líder adoptó ideas del fascismo, una corriente nacionalista de la época, luego de fracasar propuestas liberales previas a su conversión religiosa. La adopción coincidió con el colapso de la República Aristocrática en 1919, en que previamente sentía rechazo a ella y el entonces controlado Partido Civil. En aquel entonces, el surgimiento de la clase media crecía durante la presidencia de Augusto B. Leguía, personaje que consiguió extender su mandato presidencial en los años 1920 y conectó el catolicismo con el apoyo del arzobispo de Lima, Emilio Lissón. Además, Riva-Agüero fue también fundador de Acción Patriótica en los años 1930, que marcó su postura política, y fue relevante para futuros movimientos de esa década que coincidió con la etapa posterior de la República Aristocrática.
Según el historiador Fernán Altuve, esta generación de intelectuales, que puso fin al consenso liberal-positivista sobre la interpretación intelectual sobre la política nacional, fue la primera en priorizar el pensamiento tradicional en la historia peruana. Esta rescató importantes figuras conservadoras como Bartolomé Herrera o Blas Ostoloza.

### Gobiernos de Odría y Belaúnde
A principios del siglo XX, en plena crisis de la oligarquía, las Fuerzas Armadas del Perú mantuvieron el poder político en el país. En ese entonces, la Unión Revolucionaria, presidida por Luis Alberto Flores Medina y apoyada por el militar Luis Miguel Sánchez Cerro, marcó el conservadurismo frente a las ideas calificadas de «comunistas», mientras que la Iglesia católica cedía a las ideas de modernización, pero no a las del APRA (supuestamente vinculado con el «marxismo»). Entre 1932 y 1935 se clausuró la Universidad Nacional Mayor de San Marcos, lo que dio lugar a una suerte de «edad media cultural», según el sociólogo Guillermo Nugent. En otro momento, con el surgimiento de otros movimientos como la Coalición Conservadora, Manuel Odría dio un golpe de Estado contra José Luis Bustamante y Rivero (a pesar de contar con el apoyo de católicos) en 1948, liderando un gobierno de tendencia radicalmente de derechas hasta 1956. Su régimen adoptó un carácter populista, nacionalista y pragmático.

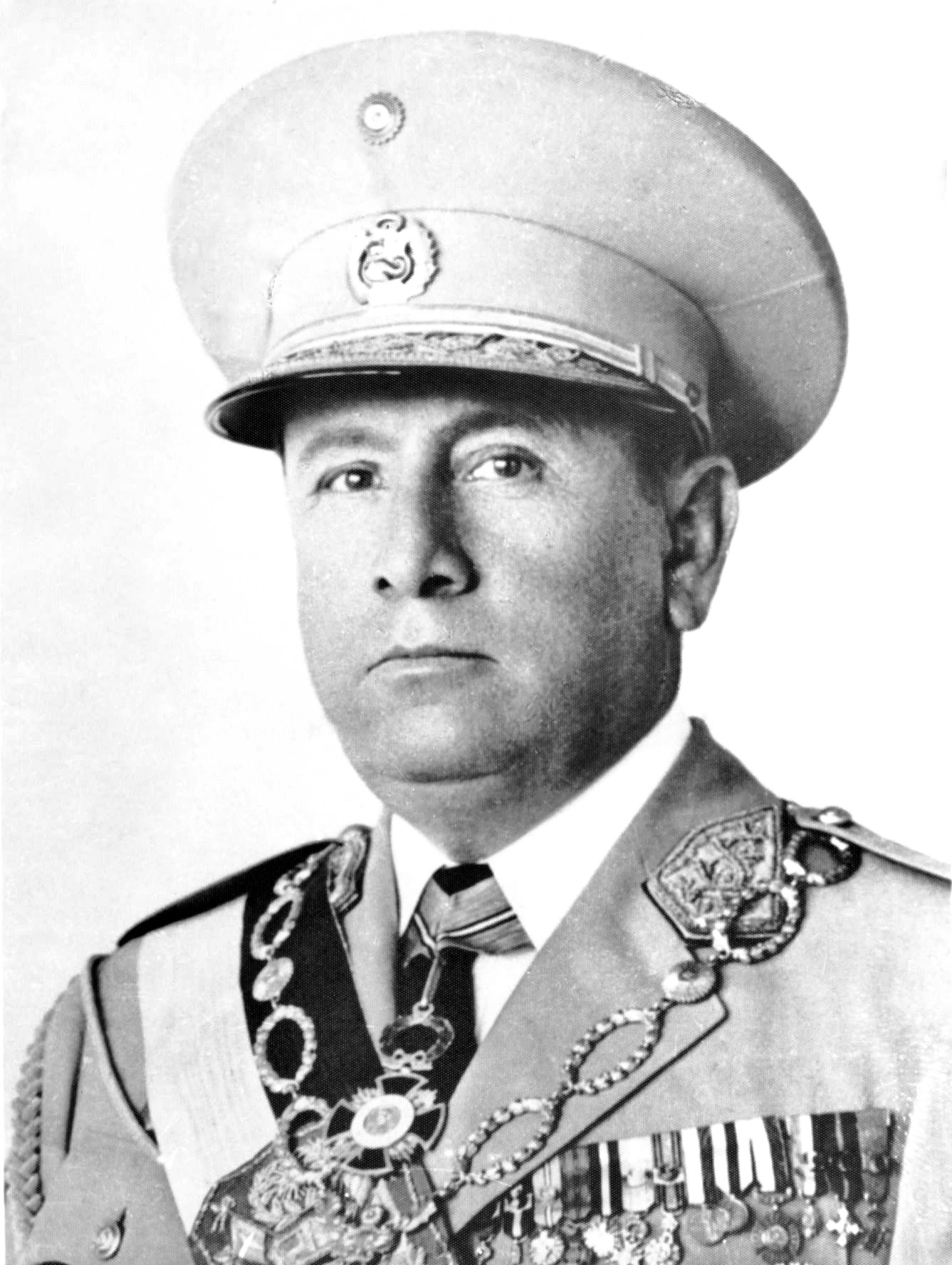
El presidente Manuel A. Odría.

Tanto Odría como Sánchez Cerro se caracterizaron por su oposición a sus adversarios políticos. Ambos implementaron políticas represivas para preservar el orden social, con el respaldo del denominado «clan de la ultraderecha», un sector agroexportador que se oponía a la influencia del APRA. Como respuesta, el líder del APRA, Víctor Raúl Haya de la Torre, empezó a ceder sus ideas para acercarse con Manuel Prado, mandatario entre 1956 y 1962, cual el oligarca Pedro Roselló llamó a Haya de la Torre «el conservador que el Perú necesita».
En el mismo 1956, Fernando Belaúnde fundó el partido de centro-derecha Acción Popular. Este político fundador llegó a ser presidente en 1963 y sostuvo una doctrina bajo el título La conquista del Perú por los peruanos, que promovía la explotación de los recursos de la selva amazónica y otras zonas periféricas del Perú a través de la conquista, afirmando «solo volviendo la mirada hacia el interior y conquistando nuestras tierras vírgenes como en su día hizo Estados Unidos, Sudamérica alcanzará por fin un verdadero desarrollo». En 1964 en un suceso contra la comunidad matsé, el gobierno de Belaúnde se puso contra la mencionada etnia tras la muerte de dos madereros, al conseguir de que las fuerzas armadas peruanas y aviones de combate estadounidenses lanzaran napalm sobre los grupos indígenas armados con arcos y flechas, matando a cientos de personas. Belaúnde fue destituido de su cargo por un golpe militar liderado por el general Juan Velasco Alvarado en 1968.
Otros sucesos relevantes durante el gobierno de Belaúnde Terry ocurrieron desde el Parlamento, algunos de ellos vinculados con Manuel Odría. Destacaron las remociones de Francisco Miró Quesada por sus reformas progresistas en el sistema educativo del país, y a Óscar Trelles por no tomar medidas contra lo que consideraba una amenaza del comunismo.

#### Surgimiento de la presencia progresista de la iglesia
En la segunda mitad del siglo XX, la relación entre el antiprogresismo y la religiosidad dejó de ser exclusiva de la Iglesia católica. Uno de los conceptos utilizados para identificar el desarrollo humanístico católico no reaccionario es la denominada «modernización tradicionalista», del abogado Fernando de Trazegnies, y que fue utilizado por el fundador de la socialdemocracia Víctor Andrés Belaúnde en los años 1940. En 1950 surgió el partido Democracia Cristiana, uno de los primeros en identificarse como «no confesional» en lugar de ser un partido católico puro, cuya presencia fue muy escasa en las elecciones de la década siguiente.
En la década de 1960, sectores católicos fueron tolerantes con las posturas de izquierda para afrontar los problemas de la situación política. Para ese entonces, se marcó un hito antes de la llegada del gobierno de Velasco Alvarado, la teología de la liberación. Cuando el militar asumió el poder, el Estado y la Iglesia católica se volvieron irrespetuosos. Además, el oficialismo se alió con la Oficina Nacional de Investigación para reducir la presencia conservadora y desarrollar ideas religiosas progresistas en el país.
No todas las iglesias recibieron con optimismo la teología de la liberación. El periodista Pedro Salinas señaló que el primer congreso de la teología de la reconciliación se celebró en Arequipa en 1985. El congreso fue promovido por el Sodalicio de Vida Cristiana, una sociedad formada por laicos que se fundó en 1971. El periodista Rodolfo Soriano Núñez afirmó que algunos integrantes del Sodalicio, entre los que se encontraba Luis Fernando Figari, y sus ideales provenían de la rama peruana de la agrupación Tradición, Familia y Propiedad, que hace hincapié en la importancia de los valores tradicionales, la familia y la propiedad privada en varios países latinoamericanos.

### Tras el mandato de Velasco Alvarado y la «nueva derecha»

#### Años 1970 y 1980
Tras el Tacnazo y el derrocamiento de Velasco en 1975, Francisco Morales Bermúdez encabezó el Gobierno Revolucionario hasta 1980, año en que se inició la transición a la democracia. Durante este periodo, contó con el apoyo de fuerzas mayoritariamente conservadoras, mientras su gobierno militar participaba en la represión política de los izquierdistas en la Operación Cóndor. De hecho, según Henry Pease García, ningún militar estuvo inclinado a posturas progresistas. Uno de los logros de la transición fue impedir el resurgimiento de corrientes marxistas-leninistas del Partido Socialista Revolucionario, además de establecer el Concordato de 1980 y establecer su propia narrativa en los libros educativos (a cargo del Instituto Nacional de Investigación Educativa).
Durante la Década Perdida de los 80 y el terrorismo de la época, surgió el fenómeno de la «nueva derecha» apoyada por el diario Expreso, a pesar de que los partidos políticos empezaron a debilitarse. Una investigación de 1979 vaticinó que esta postura contaría con la simpatía de las mujeres, los adultos mayores y los trabajadores, que carecían de una ideología política definida, mucho tiempo después de que esta postura fuese la respuesta del fenómeno del APRA, a inicios de siglo. Paralelamente, surgieron movimientos políticos no católicos, como el Frente Evangélico (1980), que representaban los intereses de la población evangélica. Sin embargo, a pesar de su historial de apoyo al aprismo, las iglesias evangélicas se abstuvieron de respaldar este nuevo movimiento en un esfuerzo por mantener una postura apolítica.

Adicionalmente, el conservadurismo católico resurgió para mostrar el rechazo de la izquierda política en el país, influenciada por el mencionado conflicto armado interno. En este fenómeno surgieron figuras más importantes como Juan Luis Cipriani, quien se opuso a la presencia de organizaciones progresistas. Entre 1999 y 2019, cuando asumió el cargo de arzobispo de Lima, Cipriani definió públicamente la postura de la Iglesia católica, lo que provocó un conflicto ideológico entre liberales religiosos y sectores conservadores, en el que se encuentra el Sodalicio de Vida Cristiana.
Desde el punto de vista administrativo, los ciudadanos volvieron a elegir a Fernando Belaúnde en 1980 y, con el apoyo del cardenal Cipriani, su mandato se volvió aún más conservador. Su mandato trajo reformas económicas neoliberales al país sin conseguir el éxito esperado debido al bajo valor de las materias primas y el reducido producto bruto interno. En ese entonces, mientras las políticas sociales no cambiaban, el ámbito mercantil sí lo hacía, lo cual llevó al mandatario a criticar las posturas subversivas que buscarían «empobrecer al país». Belaúnde llegó incluso a criticar a Amnistía Internacional, organización que denunciaba ejecuciones extrajudiciales por parte de las fuerzas del orden.
La crisis económica y la presencia de grupos subversivos se intensificaron a mediados de los años 1980. Carlos Basombrío Iglesias señalaba que las organizaciones civiles y exmilitares propusieron una combinación de medidas políticas para separar la participación de esos grupos subversivos, pero no fueron bien recibidas por los limeños y, en definitiva, en 1982 giró hacia la lógica militar.
A finales de la década de 1980, mientras los detractores políticos se cansaron de la incapacidad del sucesor presidencial, el socialdemócrata Alan García (quien combatió la crisis económica con políticas estatistas), las fuerzas armadas comenzaron a planear un golpe de Estado a finales de esta década, conocido como el Plan Verde. Esta estrategia militar habría buscado objetivos drásticos como el genocidio de la población indígena y empobrecida, la censura de los medios de comunicación nacionales y el establecimiento de una economía neoliberal bajo el mando de una junta militar en Perú. El partido aprista, que representaba a García, se mantuvo al margen de los militares para mantener el orden social. Irónicamente, grupos subversivos también practicaron medidas sociales similares a las planteadas en el Plan Verde, por medio de la limpieza social.

#### Años 1990

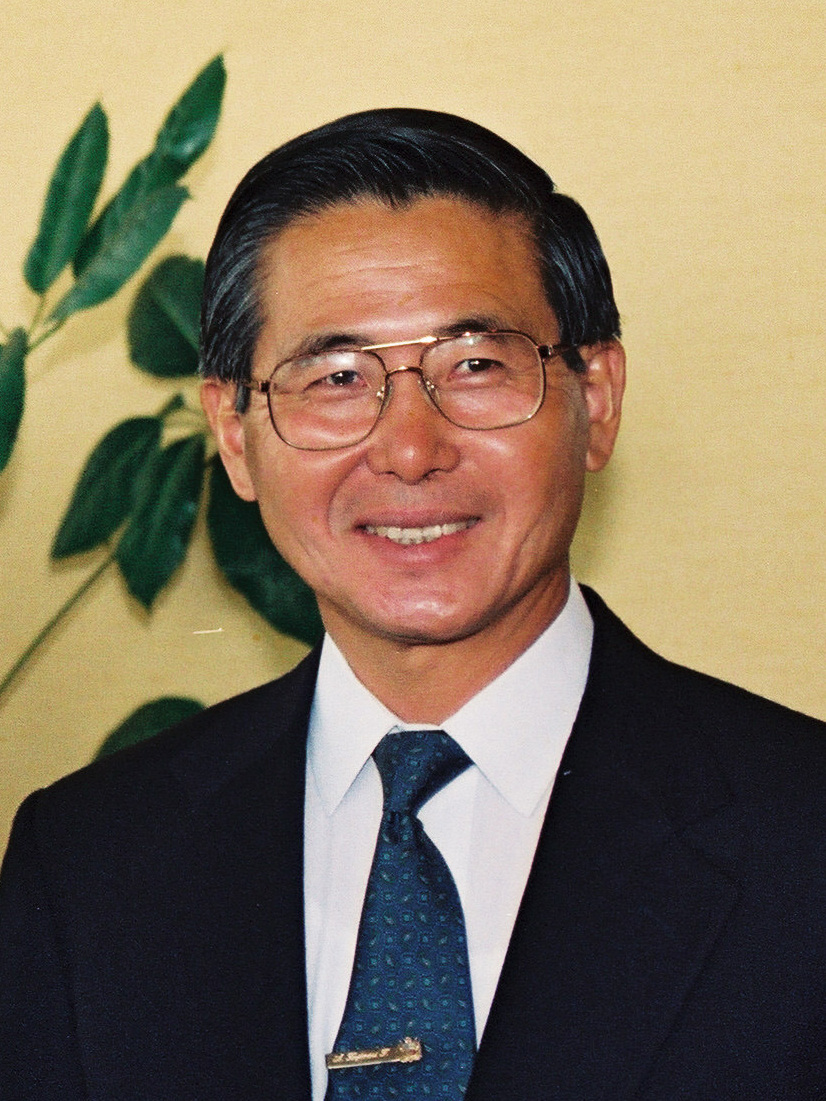
Alberto Fujimori en 1991.

En las elecciones generales peruanas de 1990, los peruanos otorgaron su apoyo al líder populista Alberto Fujimori, quien adoptó el estilo caudillista para combatir al antagonista en el conflicto armado, Sendero Luminoso, y su representante Abimael Guzmán. Fujimori obtuvo el apoyo de militares y un sector de la izquierda peruana, lo que le llevó a la presidencia del Perú. Tanto Fujimori como Guzmán (conocido por su pensamiento Gonzalo, cuya ideología contrasta al neoliberalismo), fueron figuras importantes en esa década. En esa lucha permanente de poderes, ambas figuras caracterizaban sus rasgos autoritarios.

En un contexto de marcada polarización política, el mandato Alberto Fujimori fue denominado liberalismo conservador por mantener cierta influencia de posturas conservadoras, posturas que partidos posteriores adoptarían con alguna similitud. Su imaginario construyó una dicotomía entre «ciudadanos» o «patriotas», considerados como no afines a ideologías violentas, y «terroristas», término aplicado a quienes se identificaban con el pensamiento Gonzalo. Para reforzar esta distinción, Susana Villarán describió la postura gubernamental como «[una continuación de] la lógica militar». Esta postura enfatizaba el papel de las fuerzas armadas en la lucha contra el terrorismo y la necesidad de gratitud de la ciudadanía por su apoyo.  Este enfoque se puso de manifiesto en acciones controvertidas, como la adopción de decretos para establecer el orden interno y la ley de Amnistía de 1995.
Fujimori mantuvo contactos con representantes eclesiásticos, incluido Juan Luis Cipriani, quien se opuso abiertamente a los críticos del gobierno y promovió principios rectores para el país en materia de familia, educación, solidaridad y cuestiones sociales. También contó con el respaldo de la iglesia protestante evangélica, como lo demuestra la elección de al menos 19 congresistas evangélicos en las elecciones de 1990. El escritor Tomás Gutiérrez señaló que el sector protestante impulsó al candidato presidencial con bases que se asemejan a una «posición fundamentalista», sustentada en los temores del fenómeno subversivo frente al ya debilitado sistema de partidos políticos. Sin embargo, su forma de gobierno solo generó divisionismo entre sectores evangélicos; luego del suceso de 1992, uno de los miembros de la comunidad evangélica, Guillermo Flores, señaló en 2021 que aquel autogolpe fue «el real detonador del discurso religioso peruano como lo conocemos ahora».
Si bien Fujimori tuvo más respaldo popular cuando postuló como presidente de la república, de ahí su característica que asemeja al neopopulismo, su rival Mario Vargas Llosa tuvo apoyo de sectores elitistas; apoyo que fue perdiéndose por los problemas de organización. Vargas Llosa, quien experimentó ideas liberalistas y progresistas en su juventud, respaldó el fenómeno de la «nueva derecha». El escritor fundó en 2002 la Fundación Internacional para la Libertad, uno de los think tanks que estableció una híbrida ideología liberal-conservador basado en el consenso de Washington, cuya prevalencia es en ser una institución con «modernización conservadora», análoga a la «modernización tradicionalista» del siglo XX. Sin embargo, debido a la escasez de grupos de expertos en el país, su influencia directa sobre los partidos políticos fue limitada durante la década siguiente, periodo en que las políticas públicas se caracterizaron por su continuidad.

## Desarrollo del conservadurismo en elsigloXXI

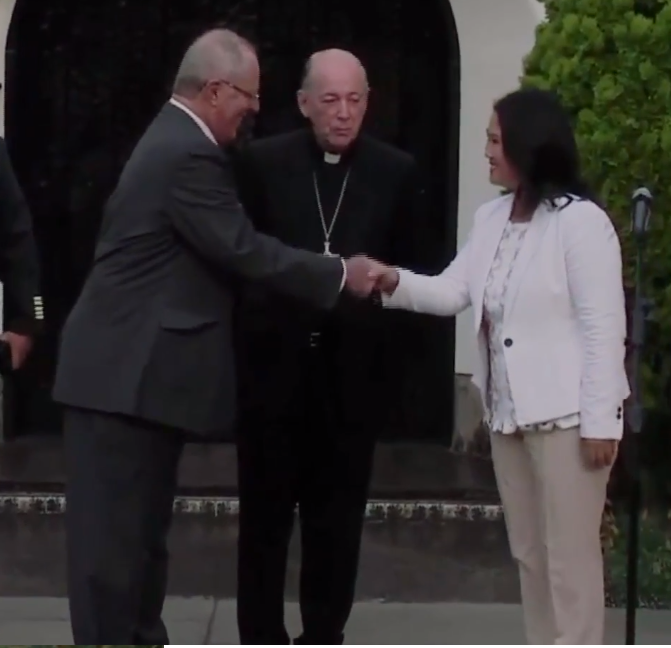
Keiko Fujimori, Pedro Pablo Kuczynski y Juan Luis Cipriani en 2016.

Durante las primeras tres décadas del siglo XXI, el conservadurismo se mantuvo como una tendencia predominante en el Perú. Esta tendencia contó con el apoyo de grupos políticos de la década de 2000, así como de la corriente iliberal latinoamericana. Martín Tanaka sugiere que el conservadurismo está vinculado a la actual situación laboral informal y su resistencia a los cambios sociales. Términos como «conflicto armado» y «enfoque de género» han sido cuestionados por instituciones como el Ministerio de Educación. Exministros como Ricardo Cuenca consideraron un ejemplo de conservadurismo autoritario la omisión de estos temas de los libros de texto.
El Estado peruano mantuvo un enfoque conservador, perpetuando el statu quo establecido en la Constitución de 1993, promulgada por Alberto Fujimori tras su autogolpe. La comunicadora Laura Arroyo señaló que el legado de Fujimori, el fujimorismo, se extendió a los gobiernos posteriores. Debido a su importante papel en el Congreso y otras instituciones, el analista Farid Kahhat comparó al fujimorismo y sus aliados de ultraderecha con el chavismo.
Las campañas electorales de los presidentes Alejandro Toledo y Alan García buscaron romper con la continuidad, pero resultaron infructuosas. Además, García estableció políticas más conservadoras que fueron calificadas de autoritarias. Ollanta Humala intentó revertir la situación de García con su agenda programática, pero no se logró concretar.
El legado del fujimorismo se materializó en el partido político Fuerza Popular, fundado a finales de la década de 2010 por la hija del expresidente peruano, Keiko Fujimori. Con simpatizantes más reaccionarios que posicionaron a la organización en ese espectro, los apodados «halcones», el partido promovió el activismo ideológico en el Estado posterior al Fujimorato contra sus opositores progresistas, incluidos feministas, por medio de cuentas dedicadas en redes sociales. El fujimorismo cuenta con una narrativa se opuso al informe de la Comisión de la Verdad y Reconciliación, que investigaba los crímenes cometidos por las fuerzas del orden.
Desde la iglesia católica, entre las décadas de 2000 y 2010, Juan Luis Cipriani ostentó los títulos de cardenal y arzobispo de Lima. Luis Pásara, analista en temas religiosos y profesor de la Universidad de Salamanca (España), lo describió como un «símbolo dramático de lo que significa la derechización de la Iglesia en América Latina». Desde la iglesia evangélica, muchos grupos (mayoritariamente vinculados a partidos de centroderecha) tuvieron un mayor impacto en los debates sobre valores familiares que sus homólogos católicos. Ambas comunidades religiosas, incluidos movimientos como el Opus Dei, han respaldado políticamente el concepto de valores familiares y han promovido posturas provida. Esta tendencia se ha manifestado en la representación parlamentaria de organizaciones como Renovación Popular.
En 2018, un estudio realizado por la Pontificia Universidad Católica del Perú reveló la existencia de una laxitud moral en los gobernantes del país, lo que sugería la dependencia antiprogresista y la falta de motivación de actores políticos para promover propuestas de cambio. En 2020, un estudio de Ipsos Perú indicó que el 65 % de la población se identificaba como «conservadora». En esos momentos, el presentador de noticias Federico Salazar determinó que «la derecha es conservadora en materia moral y la izquierda más abierta, pero en economía es exactamente al revés» y que una postura completamente liberal «no calza en ningún lado».
Con la crisis política desde 2021, se formó una coalición conservadora nacida del Congreso que adquirió aliados de otros sectores, como las fuerzas armadas, los empresarios (que posteriormente sus líderes abandonaron su respaldo) y los representantes de entidades ideológicamente compatibles con el ente, como el Ministerio Público (cuando estuvo liderado por Patricia Benavides) y el Tribunal Constitucional. El congresista fujimorista Fernando Rospigliosi llegó a considerar al Tribunal Constitucional una institución muy importante para el Congreso con el fin de evitar que «jueces politizados y prevaricadores» interfirieran en sus decisiones. Después de la destitución de Pedro Castillo, elegido democráticamente en 2021, los sectores tradicionales del Congreso mantuvieron una alianza extraoficial con Dina Boluarte, que anteriormente ocupaba el cargo de vicepresidenta). Existe un consenso notable sobre la formación de una coalición política unida dentro de ese espectro ideológico. Además, varios políticos, entre ellos fujimoristas, participaron en una serie de conferencias, como el regional Foro de Madrid.
Un hito de esa crisis fue la convulsión social en contra de las autoridades que no representaban a la ciudadanía tras la destitución de Castillo por parte de los congresistas. El analista Alberto Quintanilla Chacón señaló que la derecha conservadora no tenía conocimiento de lo que ocurrió fuera de Lima, donde se habrían intensificado las protestas.
Para 2023, el periodista y músico Fernando Pinzás percibió que la política se consideraba un tema tabú en diferentes circunstancias, debido a la presión social de una sociedad con valores tradicionales. Además, señaló que los artistas peruanos no son conscientes de la relevancia de emitir opiniones políticas, ya que el silencio los hace cómplices de impulsar la corrupción, los crímenes y el autoritarismo. En 2024, el historiador Raúl Asensio, del Instituto de Estudios Peruanos, constató que el país exhibía la particularidad de que las mujeres son menos vinculadas a movimientos progresistas que a los varones.
En 2025, el Ministerio de Defensa elaboró un borrador con una serie de directrices que prohíben modificar y comercializar con los símbolos patrios, y obligan a los medios de comunicación a reproducir el himno nacional dos veces al día. El ministro señaló que esta medida busca «revivir el patriotismo» y argumentó que existe una «crisis de valores» porque, en su opinión, los ciudadanos confunden al héroe Miguel Grau con el terrorista Abimael Guzmán. José Cevasco, exoficial mayor del Congreso, señaló que esta disposición «es el extremo de la regulación» y que supone una interpretación errónea de la naturaleza de los símbolos patrios.

## Posturas notables

### Neoliberalismo y la economía en torno al lucro
El neoliberalismo ha jugado un papel fundamental en la política nacional, especialmente dentro de los grupos conservadores de derecha, conformando el denominado «archipiélago conservador». El historiador Franklin Pease García Yrigoyen señaló que, desde finalizada la época virreinal, la corriente conservadora ha mantenido una postura favorable a la participación del Estado en la economía, incluso tras la independencia del dominio español. Esta visión propugnaba un rol activo del Estado como «productor del bien público y de la bonanza económica», contando con el apoyo de comerciantes extranjeros.
En el siglo XXI la tendencia conservadora sugirió al neoliberalismo como una corriente positiva por su capacidad para obtener recursos a cambio de generar megaproyectos. Esta tendencia sirvió de contrapeso al auge ideológico del grupo terrorista Sendero Luminoso.  El congresista ultraconservador Jorge Montoya, por ejemplo, cree que la derecha política será crítica con el «establishment político» en las elecciones de 2026 y fomentará más «reformas económicas necesarias», como la reducción del poder del Estado, además de aplicar más «mano dura» a las fuerzas del orden en el ámbito social.
Las políticas del consenso neoliberal fueron aplicadas en los años 1980 y fueron definitivamente efectivas con el Fujishock, luego de las propuestas económicas recibidas desde Washington hacia América Latina, las cuales estuvieron fuertemente relacionadas desde entonces. A su adaptación local, en la que muchas de las medidas se asemejaron al Plan Verde elaborado por mandos militares en los años 1980, se le apodó como el «neoliberalismo criollo».  Esta adaptación cuenta con el apoyo de la élite económica y parte de la clase media, cuyos partidarios abogan por la desregulación, la privatización y la eliminación de los programas sociales; además, que se modifica el compromiso social en sectores mayormente rurales con un enfoque más individualista, siendo el movimiento cooperativo que dejó la primera reforma agraria reemplazado por empresas que ofrecen tales enfoques.
Este toma conceptos clásicos de la ideología, donde sostiene a una comunidad política conformada por individuos (sean empresarios o integrantes de gremios) que «deben enriquecerse» para encontrar el progreso de los peruanos, y así ganar su liderazgo en la toma de decisiones del país. La ideología ha intentado ampliar su alcance a otros segmentos de la sociedad mediante promesas. El escritor Jaime de Althaus ha afirmado que la viabilidad del modelo económico depende de la prevención de la regulación excesiva que pueda obstaculizar la iniciativa privada, particularmente en las pequeñas y medianas empresas.
Especialistas como Carlos Iván Degregori, Cecilia Blondet y Nicolás Lynch catalogaron a la visión de Hernando de Soto, fundador de la corriente neoliberal en el país, «neoconservadora» por naturaleza, debido los derechos que aplicarían a los trabajadores en condición de informalidad (una de más grandes en el precario sistema laboral del país). Con el tiempo, bajo un desempeño deficiente de los gobiernos sucesores, este sistema estuvo muy propensa a la corrupción (tal como ocurrió en el segundo gobierno de Belaúnde), con muchos peruanos experimentando servicios básicos insuficientes como educación, justicia y seguridad.
El neoliberalismo de la constitución de 1993, influenciado bajo el neopopulismo de Fujimori, fue el primer inicio para fomentar políticas más inclusivas; sin embargo, en la práctica no fue así. La falta de intervención estatal promovida por el Consenso alejó los planes de una democracia liberal idealizada, ya que la corriente neoliberal continuó luego del régimen autoritario de Fujimori.
La instrucción académica bajo el modelo neoliberal de Fujimori permitió la docencia del sector privado, algo que se impidió con la Constitución de 1979. Un rasgo importante de este modelo es la «promoción de la inversión en educación» (a partir de una norma legislativa publicada en 1996), que solía ligarse de la mercantilización, limitando el conocimiento en algunos sectores con bajo poder adquisitivo. El educador Juan Rivera Palomino justificó que el objetivo de la reforma fue de «preparar, entrenar alumnos idóneos, eficientes, competentes y competitivos en la aplicación de conocimientos a situaciones problemáticas para que desarrolle competencias con miras al mundo laboral, al empleo y al mercado como sostienen los técnicos de la OCDE y los del Banco Mundial».

### Ecología
La degradación ambiental en Perú ha sido persistente desde la era colonial hasta el siglo XXI, debido a la priorización del crecimiento económico mediante la extracción de recursos naturales por parte de sucesivos gobiernos. Esta dependencia histórica de las materias primas, según el especialista Félix Jiménez, ha contribuido significativamente a este enfoque extractivista.
Durante las administraciones de Fernando Belaúnde y el segundo mandato de Alan García, se promovió el mecanismo extractivista, implementando políticas excluyentes en el caso de este último. En 2020, el Congreso rechazó la ratificación del Acuerdo de Escazú sobre derechos ambientales, argumentando preocupaciones de soberanía nacional e interferencia económica. Esta postura reflejó iniciativas para debilitar las protecciones para los Pueblos Indígenas en Situación de Aislamiento y en Contacto Inicial, en contravención de las recomendaciones de consulta previa de la ONU.
La erosión de los derechos ecológicos indígenas ha sido consecuencia de la ausencia de protecciones efectivas, particularmente durante el gobierno de Fujimori y las administraciones posteriores que adoptaron políticas neoliberales. Los funcionarios alineados con estas ideologías económicas descartaron alternativas a la extracción, considerándolas políticamente sesgadas. Estas alternativas fueron defendidas por movimientos sociales que se oponían a las actividades extractivas en las regiones andinas y amazónicas. Estos movimientos incorporan fuerzas de izquierda peruanas, pero enfrentan desafíos de coordinación para acciones de resistencia efectivas.
En el ámbito religioso, se destacó el caso de los inmigrantes menonitas en Perú que se encargaron de comercializar cultivos mientras evaden restricciones en sus países de origen, lo que llevó a titulaciones irregulares de tierras (como en el departamento de Ucayali). Por otro lado, se han establecido alianzas para mitigar la presencia empresarial excesiva en entornos ecológicos. La Coordinadora Binacional de la Nacionalidad Achuar del Ecuador y Perú, que involucra movimientos católicos y evangélicos, es un ejemplo de tales esfuerzos. La Iglesia católica ha desempeñado un papel significativo en la denuncia de las prácticas de extracción de recursos.

### Educación religiosa y tradicionalista
La educación es uno de los tópicos relevantes en el tratamiento conservador desde que se busca tomar valores de patriotismo en los textos escolares cuando surgió la independencia en 1821. Uno de ellos es la formación de la educación religiosa, establecida en la Constitución de 1823, cuyo artículo 10 señaló su intención de promover la «civilización y conversión de los infieles conforme al espíritu del Evangelio». Producto de su alianza con la Santa Sede en 1980, a pesar de que ya no es obligatoria en el sistema educativo nacional, aunque sí la «ética y cívica» de la Constitución de 1979, la doctrina católica prevaleció en la Constitución de 1993. En el ámbito universitario siempre se formó una corriente tradicionalista, limitada por grupos de élite social y académico, y que se mantuvo vigente con la contrarreforma universitaria de 2021-2022.
La educación durante la etapa neoliberal generó controversia en torno a cualquier contenido que, en palabras del entonces congresista, Rafael Rey, expresaba hostilidad contra la religión y los creyentes católicos. Un ejemplo de ello fue el denominado «manual del sexo», publicado en 1996 por el Estado para la enseñanza secundaria. Por otro lado, un estudio realizado por la Universidad de Tarapacá en 2017 sobre los libros de historia ofrecidos en escuelas públicas entre 2010 y 2017, en que aparecen editoriales como Santillana y Norma, identificó nuevas falencias en la currícula como el centralismo y la ausencia de la participación de la mujer en la etapa de la independencia peruana.
Para abordar la carencia, se presentaron iniciativas que fueron rechazadas por los sectores conservadores. La primera iniciativa, presentada en 2012 por el gobierno de Ollanta Humala, proponía un plan de descentralización educativa. La segunda iniciativa, presentada en 2017 por el gobierno de Pedro Pablo Kuczynski, recomendaba una currícula con enfoque de género. Esta última iniciativa fue rechazada por los sectores evangélicos, católicos y fujimoristas.
En los años 2020, el sector conservador a mando de Esdras Medina tomó control de la Comisión de Educación del Congreso de la República. El resultado fue que en 2022, los grupos tuvieran el derecho de tomar textos educativos que consideren ofensivos; mientras que en 2023 se estableció controlar los actos del sector educativo por propuesta de Renovación Popular. Analistas como Carla Gamberini Coz señalaron que la imposición no es compatible con los Objetivos de Desarrollo Sostenible, que el Perú acordó en su momento, al eliminar la participación plural en tocar temas sobre sexual integral, interculturalidad, enfoque de género, entre otros.

### Oposición con ideas progresistas

#### Mafia caviar
En el español del Perú, las expresiones «mafia caviar» o simplemente «caviar(es)» son peyorativos de uso recurrente en la política de ese país desde inicios del siglo XXI, utilizados para referir y estigmatizar a diversos individuos y colectivos (originalmente de izquierda política, pero a veces también a sectores de centro o afines a liberalismo político).  Se basa en una teoría de conspiración, la teoría conspirativa sobre la mafia caviar según la cual existiría una «mafia» de intelectuales, ONG pro derechos humanos, medios de comunicación y políticos organizada para controlar el gobierno, realizar «lawfare» en contra de sus oponentes (sean de izquierda o derecha),  generar narrativas e impulsar una agenda de corte progresista en el Perú conformando un supuesto «Estado profundo» o «Deep State» en el Estado Peruano.        
Este término es utilizado por políticos populistas tanto de derecha como de izquierda. En el caso primero, se extiende a las corrientes conservadoras modernas (véase neoliberalismo en el Perú) y se recurre en medios de comunicación como PBO Radio y el canal Willax, que destaca por sus programas de opinión como La hora caviar con Mariátegui y Beto a saber. Este peyorativo se representa, según analistas, como una manifestación local del concepto de «marxismo cultural», siendo señalados los «caviares» como financiados por la USAID y personajes como George Soros. En el ámbito de la izquierda, mientras tanto, los políticos adoptaron el calificativo para distanciarse de posturas moderadas o progresistas que califican como afines al imperialismo y «serviles» a la USAID.
En su sentido literal, la expresión fue empleada por algunos periodistas para referirse a los simpatizantes de izquierda burguesa que emergieron durante el gobierno de Juan Velasco Alvarado.  Sin embargo, el periodista Juan Gargurevich sostiene que el término ya se utilizaba a mediados del siglo XX con un sentido crítico hacia las personas que adoptaban ideas sociales liberales de forma superficial, una situación similar a la que se atribuye a la llamada «izquierda caviar». Esta interpretación, distorsionada a partir de su origen francoparlante, se utiliza como una forma de descalificar a quienes sostienen ideas progresistas sin argumentos sólidos.
Tras la llegada de Valentín Paniagua, y en consonancia con facciones progresistas del antifujimorismo, el término peyorativo se consolidó en el imaginario colectivo peruano como una forma de identificar a Paniagua y a otros partidarios de ideas liberales y progresistas. Este imaginario tuvo un gran impacto mediático y se convirtió en un tema de debate en el ámbito político. Sin embargo, el analista del conservadurismo, Fernán Altuve, señaló que el imaginario ocurrió tiempo después, con Alan García, quien quiso combatir las ideas del gobierno de transición de Paniagua (también citado por detractores como la «república caviar»). Algunas de las personas aludidas por esta expresión reivindicaron su pertenencia a este grupo, desmitificando su carácter ofensivo. Entre ellas, cabe destacar al periodista César Hildebrandt.

#### Terruqueo
El terruqueo es una práctica política y social utilizada mayoritariamente por sectores conservadores y de la derecha peruana en general que consiste en acusar a algún adversario, que tiene propuestas de izquierda o es disidente del establishment y el statu quo neoliberal, de tener comportamientos o ideas denominadas «terroristas», de realizar apología del terrorismo o de ser partidario o militante de los grupos armados Sendero Luminoso o el MRTA, con el fin de desprestigiar al oponente o que su discurso se vea invalidado. El término se complementa con la palabra «caviar», de uso local por parte de los grupos de derecha en Perú.
Es considerada una estrategia política a través de la cual se utiliza el miedo al terrorismo para obtener beneficios políticos, con el fin de anular cualquier espacio de debate o pluralidad política dentro de un Estado democrático. Asimismo, también es empleada por algunos medios de comunicación de Lima para criminalizar la protesta social en el país. Su magnitud es tal que varios especialistas de la ONU condenaron su uso y declararon públicamente que era una táctica de intimidación empleada por el gobierno peruano.

## Medios de comunicación
Se demostró que las organizaciones de medios de Perú tienen control de la esfera pública, cuyos propietarios son familias ricas que controlan gran parte de los medios e influyen en las decisiones de la nación para servir a sus intereses económicos. Los principales medios de comunicación del Perú suelen ser económica y políticamente conservadores.
El Grupo El Comercio es el mayor conglomerado de medios de Perú y uno de los más voluminosos de América del Sur. Este posee el 80 % de los periódicos, recibe el 65 % de los lectores en línea y genera el 57 % de los ingresos entre las organizaciones de medios más grandes de Perú. Aunque inicialmente se opusieron a la familia Fujimori en otros casos, especialmente contra Alberto Fujimori, el diario El Comercio y otras marcas de la corporación inclinaron su postura a candidatos políticos afines a la derecha, incluidos el presidente Alan García, Lourdes Flores y Keiko Fujimori. Además, se percató de que el diario tuvo menos cobertura en temas de terrorismo, a diferencia de su rival La República.
Aparte del Grupo El Comercio, existen otros medios de comunicación de corte mayormente conservador, como los diarios La Razón y Expreso, y el canal Willax.  Según las afirmaciones del politólogo Fernando Tuesta, dichos medios desempeñaron un papel crucial en la campaña de desinformación que benefició al entonces candidato presidencial Rafael López Aliaga. Además, estas fuentes han sido utilizadas por el partido Fuerza Popular para fundamentar parcialmente sus acusaciones hacia el periodista independiente Gustavo Gorriti.
Después de Willax, han surgido nuevas plataformas que han participado en las referidas campañas de desinformación. Entre ellas destacan PBO Radio, el canal digital CTV (propiedad de la exreportera de Beto a saber Claudia Toro), portales de opinión como La Abeja y la think tank ideológica Ilad Media (liderado por el presentador de Willax Diego Acuña). En 2024, un estudio de la Universidad Nacional Mayor de San Marcos afirmaba que se creó un portal digital, Imperium, que comparte memes en redes sociales con discursos extremistas.
En el ámbito religioso, destaca Bethel Radio y Televisión, que tuvo preferencia en compartir acontecimientos políticos. Esta emisora contó como aliado a Ilad Media[fuente independiente requerida] y realizó coberturas de grupos conservadores como la marcha Con mis hijos no te metas.

## En la cultura popular

### «Derecha bruta y achorada»
El periodista Juan Carlos Tafur acuñó en 2010 el término «derecha bruta y achorada» (DBA) en su columna de Diario 16 y posteriormente en La República. El neologismo tomó el peruanismo «achorada», peyorativo de beligerante, que se originó en las ideas sociales del maquiavelismo y la mercantilización dentro de Perú. Dicho término se concibió al sector de este espectro con intereses particulares. Si bien Álvarez Rodrich define como el segmento «conservador» de la política, el término es vinculado como «extrema derecha», «autoritaria», y una contraparte de «izquierda caviar» o «terruca». El abogado Fernando de la Flor Arbulú ha comparado la DBA con el trato que dio la derecha aristocrática a Fernando Belaúnde en 1963, un incidente documentado en un anuncio publicado en el periódico El Comercio.
El concepto de la DBA ha adquirido mayor relevancia en el Perú de Pedro Castillo. Si bien en 2020, Tafur señaló, a partir de un informe de Ipsos, que hay «un 28% se considera conservador y un 37% semiconservador»; en 2021, en su columna de Sudaca, ejemplificó a un representante cercano de la DBA al empresario Rafael López Aliaga. El seminario Hildebrandt en sus trece describió el concepto como un movimiento político —que agrupó a políticos, exmilitares y una think tank (Atlas)— promovió una campaña reaccionaria contra Pedro Castilo. La columnista de Caretas, Patricia Salinas, ejemplificó el término a través del personaje Socorro «La Cocó» Lorenzzi de la serie televisiva Pituca sin lucas, interpretado por Martha Figueroa.
El término acuñado por Tafur ha suscitado reacciones diversas dentro del espectro político ideológico. En 2023, Alfonso Bustamante, presidente de la Confiep, expresó su oposición a la izquierda política, calificándola de retrógrada y contrastándola negativamente con la «derecha», que él denomina «DBA». Argumentó que ambas facciones extremas son perjudiciales y han intensificado la polarización social. La congresista Margot Palacios también ha empleado este término para referirse a la oposición parlamentaria que ha criticado las políticas del presidente Pedro Castillo. Más allá, Iván Arenas criticó el uso de este término y advirtió que generaría confusión entre los identificados con la derecha política. Además, en su columna de Perú 21, dijo que el DBA es «antipolítico» y que nadie puede asegurar que los «cultos e informados» ciudadanos voten mejor que la derecha conservadora.

### «Viejos lesbianos»
En las protestas de 2020, grupos sociales juveniles emplearon el meme «viejos lesbianos» para caracterizar al gobierno de Manuel Merino. Posteriormente, el periodista Pedro Salinas adoptó esta denominación para aludir a grupos conservadores como la Coordinadora Republicana. El gobierno respondió intentando desvirtuar a estos colectivos, alegando falsamente su afiliación a la izquierda política o al Foro de São Paulo.
El apodo ganó popularidad, llevando a Beto Ortiz, un opositor a los colectivos contrarios a Merino, a organizar un debate televisivo donde se autoidentificó como «viejo lesbiano». Ántero Flores-Aráoz, el primer ministro de Merino, también reconoció haber recibido esta denominación.